# Saltstrandlöpare
Saltstrandlöpare (Bembidion minimum) är en skalbaggsart som först beskrevs av Fabricius 1792.  Saltstrandlöpare ingår i släktet Bembidion, och familjen jordlöpare. Enligt den finländska rödlistan är arten sårbar i Finland. Arten är reproducerande i Sverige. Artens livsmiljö är sandstränder vid Östersjön.